# Frans 1. af Frankrig
Frans 1. af Frankrig (fransk: François Ier) (12. september 1494 i Cognac i Charente, Frankrig – 31. marts 1547) var konge af Frankrig fra 1515 til sin død. Han var søn af Karl af Angoulême og Louise af Savoyen og var fætter til Ludvig 12. og far til Henrik 2. af Frankrig.
Da den unge Frans kom på tronen 1515 begyndte han at udvikle et billede af sig selv som en humanistisk konge. Hans to forgængere Karl 8. og Ludvig 12., havde tilbragt meget tid i Italien men tog sig aldrig af den kunstneriske og kulturelle udvikling som fandt sted der. De lagde imidlertid grunden for renæssancens udbredelse i Frankrig. Frans hørte til slægten Valois-Angoulême, en gren af den capetingske slægt. Han regnes som den første franske renæssancekonge og i hans regeringstid var der en stor udvikling i den franske kunst.

## Ægteskaber
- I 1514 giftede han sig med arvingen til hertugdømmet Bretagne, Claude (1499-1524), som var datter af Ludvig 12. af Frankrig og Anne af Bretagne. Som medgift havde hun – ud over hertugdømmet – også grevskaberne Blois, Coucy, Ast og Monfort samt arveret til hertugdømmet Milano og en kiste med 100.000 écu i guld[1]. Hun blev dronning af Frankrig i 1515 og døde i 1524.
- I 1530 indgik han sit andet ægteskab med Eleonora af Østrig (1498-1558), en søster til Karl 5., enke efter kong Emanuel 1. af Portugal og datter af Filip den Smukke og Johanne den Vanvittige. Hun blev dronning af Frankrig i 1530, men hun døde uden at have fået børn med Frans i 1558.

## Renæssancekonge
De italienske krige indebar en lang periode af kulturel udveksling mellem de to lande samtidigt med at Frans fik sin uddannelse af lærere som inspireredes af de italienske idéer, for eksempel Desmoulins, professor i latin og Christophe de Longeuil. Man kan ikke sige at Frans fik en uddannelse i humanismens ånd, men blandt andet gennem påvirkning fra sin mor, som var interesseret i renæssancekunsten, fik Frans en opvækst som gjorde ham mere modtagelig for de nye idéer end hans forgængere. 
Han lokkede flere førende kunstnere fra Italien til Frankrig, for eksempel Andrea del Sarto og Leonardo da Vinci. Andre var guldsmeden Cellini, kunstnerne Rosso og Primaticcio som alle bidrog til de omfattende udsmykninger på de kongelige slotte. Frans skabte også en stor italiensk kunstsamling med kunstnere som Michelangelo, Tizian og Rafael som i dag udgør en central del af samlingerne på Louvre.
Frans var en engageret bygherre. Han fuldførte sine forgængeres projekt ved Amboise og Blois og tog selv initiativ til opførelsen af Chambord som var stærkt influeret af den italienske renæssance og delvis planlagt af Leonardo. Frans lod også Louvre ombygge så den forvandledes fra en dyster middelalderborg til et pragtfuldt renæssanceslot, og for yderligere at sprede renæssancearkitekturen lod han et nyt rådhus, Hôtel de ville opføre i Paris, byggede Château de Madrid og ombyggede Chateau de Saint-Germain-en-Laye. Hans største projekt blev dog Château de Fontainebleau, der blev hans hovedresidens. Alle disse projekter forsynedes med overdådige dekorationer såvel udvendigt som indvendigt.

## Udenrigspolitik
Udenrigspolitisk gik det knap så godt. Han tabte kampen om titlen som kejser af det Tysk-romerske rige og tabte Slaget ved Pavia i den italienske krig; Han blev taget til fange af kejser Karl 5. Han blev holdt fanget i Madrid og blev tvunget til betydelige indrømmelser i Italien, og blev ikke frigivet før hans bror og kronprinsen Henrik 2. blev givet i bytte. Vel tilbage i Frankrig gik han fra alle løfter under henvisning til at de var afgivet under tvang. De nye gidsler måtte løskøbes for en stor sum penge.
Frans indgik en uformel alliance med osmannerriget, et samarbejde som indebar, at de to stormagter mere effektivt kunne bekæmpe den spanske flåde i Middelhavet.
Frans støttede 1524 indbyggerne i Lyon, som igangsatte Giovanni da Verrazanos ekspedition til Nordamerika, som førte til at Newfoundland blev knyttet til den franske krone. 1534 sendte Frans Jacques Cartier op ad Saint Lawrencefloden i Quebec for at "opdage visse øer og lande hvorom der siges at der findes store mængder guld og andre dyrebare ting".

## Indenrigspolitik
Frans tilførte Frankrig megen prestige med sine slotsbyggerier, men han destabiliserede samtidig den franske økonomi. Hans forgængere havde efterladt et rige med en god økonomi og en stærk kongemagt, og selv om Frans fortsatte med at styrke kronens stilling, underminerede han nationens finanser især ved krigen mod Habsburgerne. Frans klarede situationen ved at øge skatten: la taille, skatten for bønderne blev fordoblet og la gabelle, skatten på salt blev tredoblet. Frans begyndte også at sælge ud af kronens ejendom for at finansiere sin politik.
I sit slot i Villers-Cotterêts i Aisne underskrev han i 1539 det edikt som gjorde fransk til Frankrigs officielle sprog i stedet for latin, og som også pålagde præsterne at føre register over alle fødsler.
Frans døde 31. marts 1547 og blev begravet ved siden af sin første hustru Claude af Frankrig i Saint-Denis Basilikaen.